# Holits Ödön
Holits Ödön (Tura vagy Tótkomlós, 1886. december 7. – Budapest, 1970. április 5.) válogatott labdarúgó-kapus, távolugró olimpikon, labdarúgó-edző, a magyar labdarúgó-válogatott volt szövetségi kapitánya.

## Pályafutása

### Labdarúgóként
1903 és 1905 között a MÚE játékosa volt. Legjobb eredménye a csapattal az 1904-es idényben elért negyedik helyezés volt. Ugyanebben az időszakban volt négy alkalommal válogatott is. 1906 és 1912 között az MTK-ban szerepelt. Tagja volt az 1907–08-as bajnokcsapatnak. Az 1909–10-es idényben nem lépett pályára. Ő volt az első a magyar kapusok közül, aki vetődést is bemutatott a labda megszerzésének érdekében.

### Atlétaként
Részt vett az 1908. évi nyári olimpia játékokon, Londonban. A távolugró versenyben a 14. helyen végzett 6,54 méteres eredményével. 1909-ben országos bajnokságot nyert, mint az MTK versenyzője.

### Edzőként
Labdarúgó-edzői pályafutását a MAFC csapatánál kezdte. 1922 és 1924 között az Újpesti TE edzőjeként egy-egy második és harmadik helyezést ért el a bajnokságban. Eközben Kiss Gyula szövetségi kapitány mellett a válogatottnál is edzőként tevékenykedett és így tagja volt az 1924. évi párizsi olimpián részt vevő küldöttségnek. A végső győzelemre is esélyesnek tartott válogatott az egyiptomi válogatott ellen 3–0-s vereséget szenvedett és kiesett a további küzdelmekből. Az egyiptomi csapásként ismertté vált bukás után Kiss Gyula lemondott, de a csapatnak még volt egy barátságos mérkőzése a hazai, francia csapattal. Ezen az egy mérkőzésen Holits szövetségi kapitányként irányította a válogatottat.
Az 1925–26-os idényben ismét az Újpest vezetőedzője volt. Ezt követően dolgozott a Nemzeti SC csapatánál is. 1923-ban, 1924-ben és 1928-ban a magyar bajnokságok szünetében dolgozott Svájcban is
1936-ban megjelent Hogyan futballozzunk. A modern futball elmélete és gyakorlata című könyvében ő írt először a hátravont középcsatár posztról.

## Sikerei, díjai

### Labdarúgóként
- Magyar bajnokság
  - bajnok: 1907–08
  - 2.: 1910–11, 1911–12
  - 3.: 1906–07

### Atlétaként
- Olimpiai játékok - távolugrás
  - 14.: 1908, London (6.54 m)
- Országos bajnokság - távolugrás
  - bajnok: 1909

### Edzőként
- Magyar bajnokság
  - 2.: 1922–23
  - 3.: 1923–24

## Statisztika

### Mérkőzései a válogatottban
| Magyarország | Magyarország     | Magyarország                  | Magyarország | Magyarország | Magyarország | Magyarország | Magyarország | Magyarország |
| #            | Dátum            | Helyszín                      | Hazai        | Eredmény     | Vendég       | Kiírás       | Gólok        | Esemény      |
| ------------ | ---------------- | ----------------------------- | ------------ | ------------ | ------------ | ------------ | ------------ | ------------ |
| 1.           | 1903. június 11. | Budapest, Margitszigeti pálya | Magyarország | 3 – 2        | Ausztria     | barátságos   | -            |              |
| 2.           | 1904. június 2.  | Budapest, Millenáris-pálya    | Magyarország | 3 – 0        | Ausztria     | barátságos   | -            |              |
| 3.           | 1904. október 9. | Bécs, Cricketer-pálya         | Ausztria     | 5 – 4        | Magyarország | barátságos   | -            |              |
| 4.           | 1905. április 9. | Budapest, Millenáris-pálya    | Magyarország | 0 – 0        | Ausztria     | barátságos   | -            |              |
|              | Összesen         |                               |              | 4            | mérkőzés     |              | 0            | gól          |

### Mérkőzése szövetségi kapitányként
| Magyarország | Magyarország    | Magyarország | Magyarország  | Magyarország | Magyarország | Magyarország | Magyarország | Magyarország |
| #            | Dátum           | Helyszín     | Hazai         | Eredmény     | Vendég       | Kiírás       | Gólok        | Esemény      |
| ------------ | --------------- | ------------ | ------------- | ------------ | ------------ | ------------ | ------------ | ------------ |
| 1.           | 1924. június 4. | Le Havre     | Franciaország | 0 – 1        | Magyarország | barátságos   | -            |              |
|              | Összesen        |              |               | -            | mérkőzés     |              | -            | gól          |

## Művei
- Holits Ödön–Mamusich Mihály: Hogyan futballozzunk. A modern futball elmélete és gyakorlata; Gergely, Bp., 1936